# 合金弹头 (2006年游戏)
《越南大戰》（日语：メタルスラッグ，罗马字：Metaru Suraggu，Metal Slug），为区别系列首作《合金弹头》，亦称《合金弹头3D》。游戏是SNK轉入PLAYMORE後的作品，為越南大戰系列第8作，在越南大戰系列中第一個使用3D遊戲方式來操作的第三人稱射擊遊戲作品，2006年6月29日發售於PlayStation 2平台。
游戏最早在2004年东京电玩展上公开时没有确定名称。在2005年E3游戏展上，SNK透漏游戏名称为“合金弹头 进化”。最终游戏定名仅为“合金弹头”。
在遊戲一開始著重於角色操作與METAL SLUG戰車操作教學。隨著遊戲的進行，玩家可以改造專屬於自己的METAL SLUG。

## 外部連結
- 越南大戰(3D)官方網站 （页面存档备份，存于）